# Onosma thracica
Onosma thracica ist eine Pflanzenart aus der Gattung der Lotwurzen (Onosma) in der Familie der Raublattgewächse (Boraginaceae).

## Beschreibung
Onosma thracica ist eine ausdauernde Pflanze mit einem schlanken, verzweigenden Wurzelstock, aus dem einige blütentragende Stängel wachsen. Letztere erreichen Wuchshöhen von 15 bis 25 cm, sind aufrecht, meist unverzweigt und dicht feinhaarig sowie mit 1 bis 2 mm langen Borsten behaart. Meist sind die Borsten sternförmig und mit etwa 0,1 bis 0,2 mm langen Strahlen versehen. Die unteren Laubblätter sind 10 bis 25 mm lang und 1 bis 3 mm breit.
Die Blütenstiele sind 0 bis 2 mm lang. Die Tragblätter sind kürzer als der Kelch. Dieser ist zur Blütezeit 6 bis 8 mm lang und ist mit sternförmigen Borsten besetzt. Die Krone ist 14 bis 18 mm lang, blass gelb und spärlich behaart und in etwas doppelt so lang wie der Kelch.
Die Früchte sind etwa 2,5 mm lange, glatte Nüsschen.

## Vorkommen
Die Art kommt im Süden und Osten Bulgariens und im europäischen Teil der Türkei vor.